# Ritorno a Babilonia
Ritorno a Babilonia (Remembering Babylon) è un romanzo di David Malouf del 1993. Il libro è stato finalista del Booker Prize ed ha vinto l'edizione inaugurale dell'International IMPAC Dublin Literary Award.
Il romanzo tratta i temi dell'isolamento, del linguaggio, delle relazioni (in particolare quelli tra uomini), e del vivere ai bordi (della società, della coscienza, della cultura).
Un ragazzo inglese, Gemmy Fairley, naufragato in una terra straniera e viene allevato da un gruppo di aborigeni, indigeni alla terra. Quando i coloni bianchi raggiungono il territorio, il ragazzo tenta di tornare a vivere con gli europei. Mentre Gemmy lotta con la propria identità, la comunità di coloni affronta la paura dell'ignoto.

## Edizioni
- David Malouf, Ritorno a Babilonia, Frassinelli, 1997,  p. 218, ISBN 88-7684-455-4.